# Vliet (Gewässer)
Vliet ist ein altniederländischer Begriff für einen Wasserlauf. Dabei kann es sich um einen Bach, Fluss, Kanal oder Entwässerungsgraben handeln.
Dementsprechend werden eine Reihe von niederländischen Gewässern so benannt.
- Vliet, ein ehemaliger Fluss in der Stadt Leeuwarden, der heutzutage unter den Namen Noordvliet und Zuidvliet als Stadtstraße weiterlebt.
- Delftse Vliet, ein Kanal zwischen Delft und Den Haag.*1
- Maalvliet De Pleyt, ein Wasserlauf in Willeskop.
- Noordvliet, ein Kanal bei Maassluis.
- Roosendaalse Vliet, ein Bach bei Roosendaal in Nordbrabant.
- Steenbergse Vliet, Gewässer bei Steenbergen in Nordbrabant.
- Trekvliet, ein Gewässer in Leiden.*1
- Vliet (Zuid-Holland), ein kleiner Kanal bei Leiden nach Den Haag.*1
- De Vliet, ein Zulauf der Dommel bei Achel.
- De Vlieter, einstige Fahrrinne durch eine Sandback im Wattenmeer zwischen der Insel Texel und dem Festland, nahe der Insel Wieringen bzw. des heutigen Abschlussdeichs

*1 Teile des Rhein-Schie-Kanals, die von Niederländern oft kurz Vliet genannt werden.
In Stadtgebieten sind die Vliets oft überbaut und die Namen finden sich dann in den Straßennamen: Brouwersvliet in Antwerpen oder gedempte Vliet in Leeuwarden.
Etymologisch ist vliet mit dem hochdeutschen Fließ und dem niederdeutschen Fleth/Fleet verwandt.